# Charaxes varanes
The Karkloof Emperor hay Pearl Charaxes (Charaxes varanes) là một loài bướm thuộc họ Nymphalidae được tìm thấy ở Africa from Ả Rập Xê Út to Nam Phi.
Sải cánh dài 65–70 mm đối với con đực và 70–90 mm đối với con cái. Thời gian bay quanh năm.
Ấu trùng ăn Allophylus spp. và Cardiospermum halicacabum.

## Hình ảnh

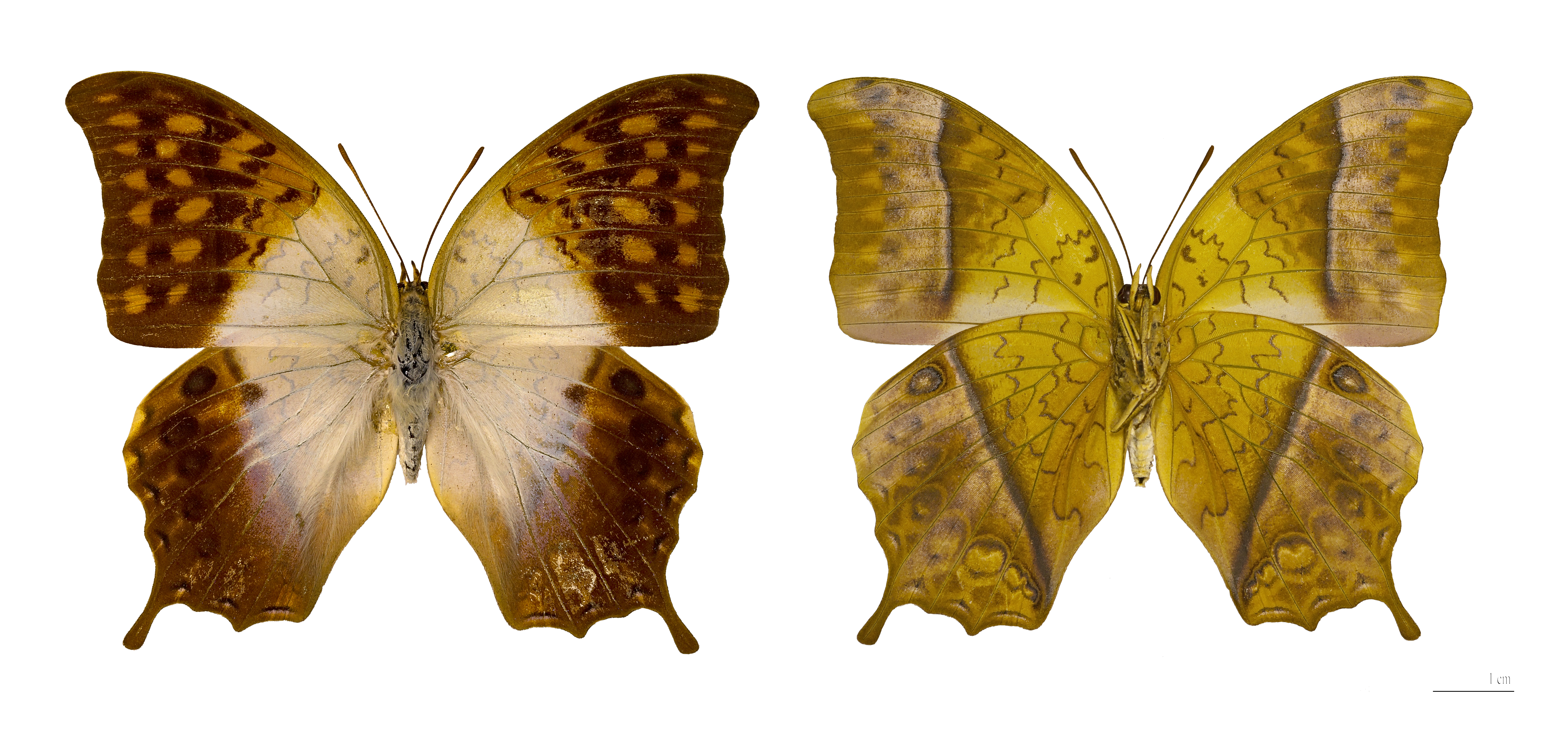
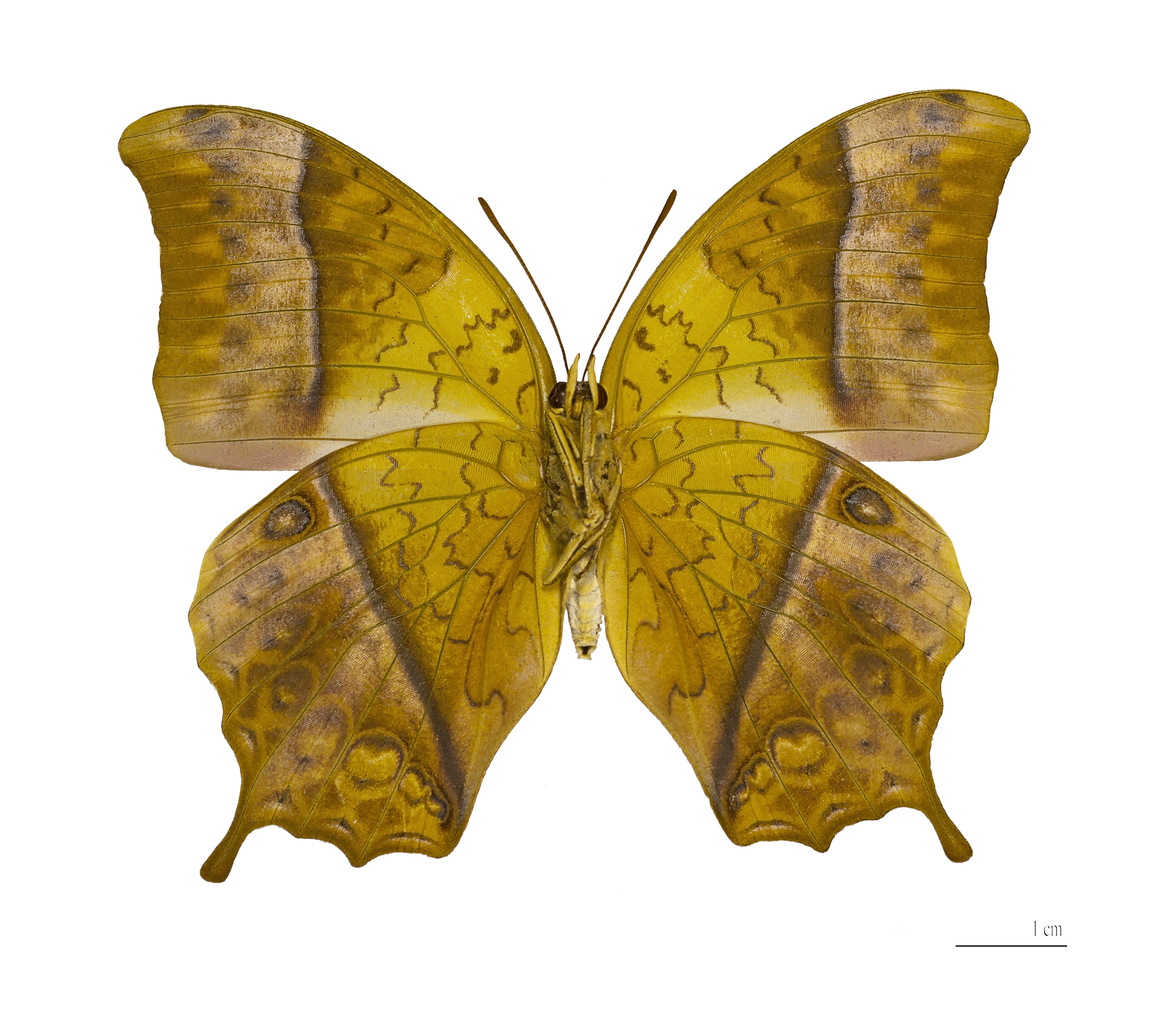
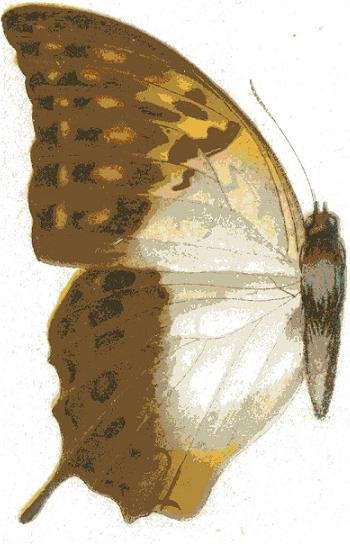
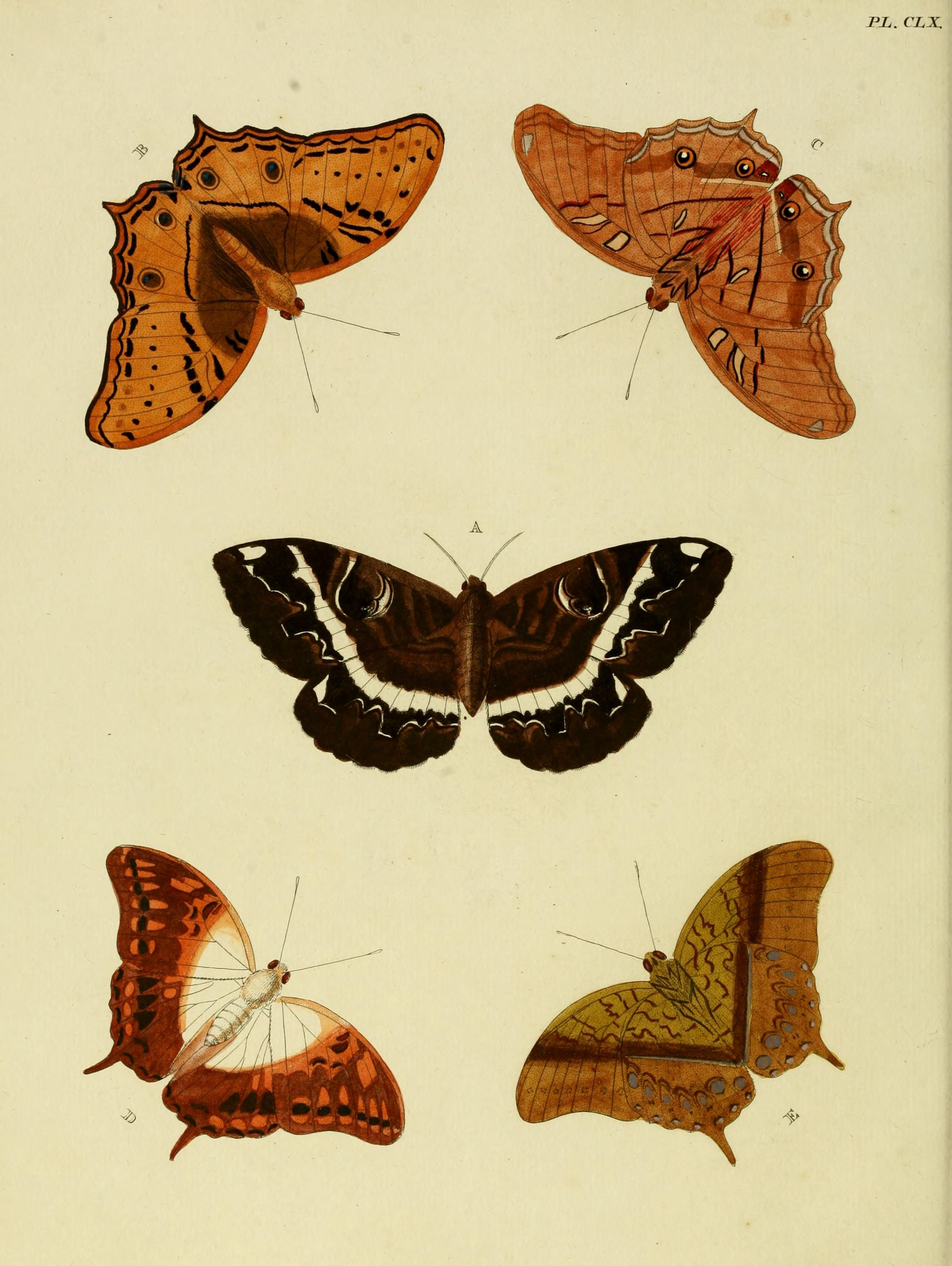

## Subpecies

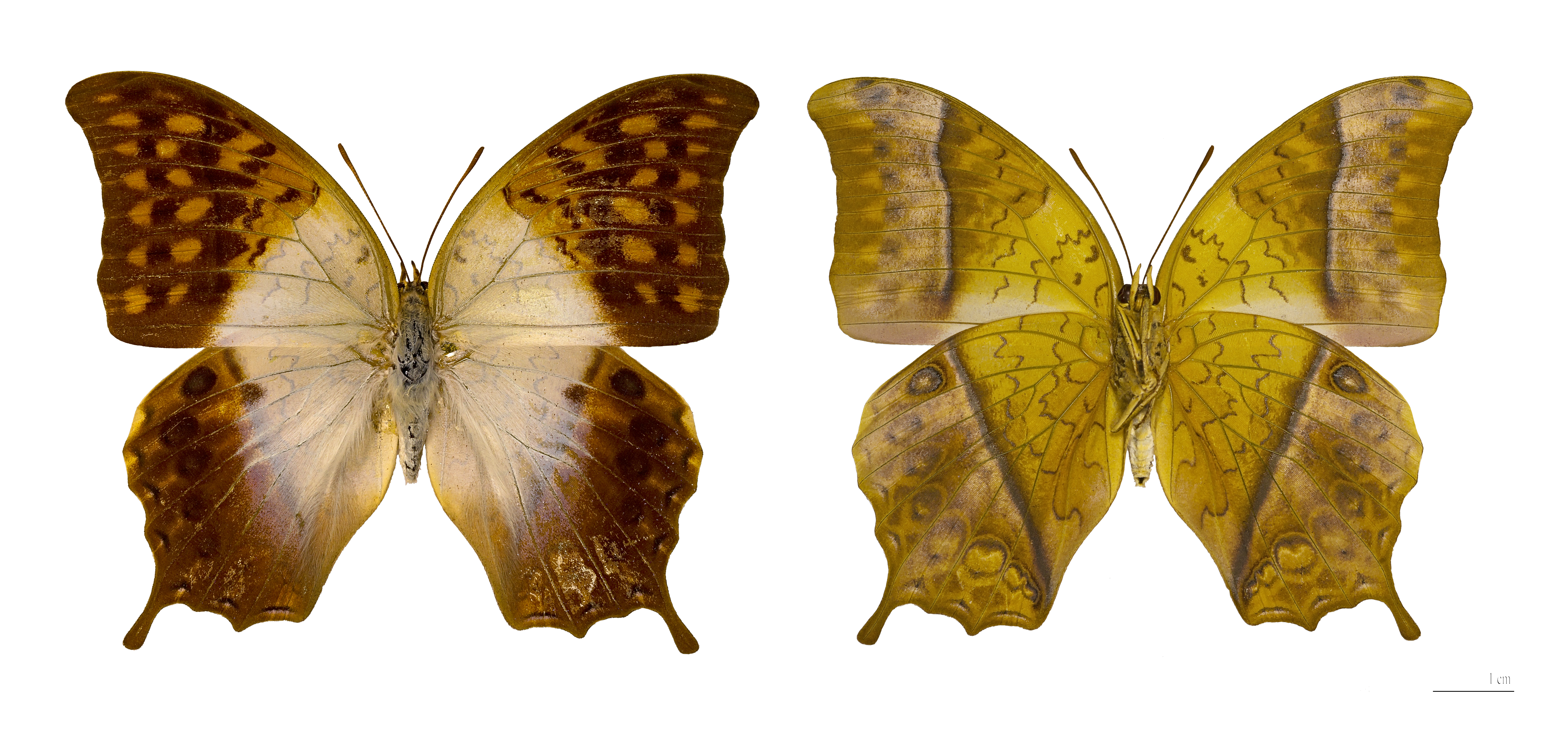
Charaxes varanes vologeses

Listed alphabetically.
- C. v. bertrami Riley, 1931
- C. v. torbeni Turlin, 1999
- C. v. varanes (Cramer, 1764)
- C. v. vologeses (Mabille, 1876)